# Joey Hishon
Joey Hishon (* 20. Oktober 1991 in Stratford, Ontario) ist ein kanadischer Eishockeyspieler auf der Position des Centers. Zuletzt stand er bei Luleå HF in der Svenska Hockeyligan unter Vertrag.

## Karriere
In seiner ersten Saison für Owen Sound Attack beendete Hishon die Spielzeit 2007/08 als jüngster Spieler und zweitbester Scorer des Teams. In der darauffolgenden Saison führte er sein Team mit 81 Punkten aus 65 Spielen zurück in die Play-offs, welche im Vorjahr verpasst wurden. In derselben Spielzeit wurde er von den Trainern der Western Conference der Ontario Hockey League unter anderem als bester Spielmacher ausgezeichnet. Während der OHL-Saison 2009/10 brach sich Hishon einen Fuß, als er einen Schuss blockte, des Weiteren erlitt er eine Knieverletzung. Diese Verletzungen limitierten seine Einsätze auf 36 Spiele, in denen er 40 Punkte erzielte. Beim NHL Entry Draft 2010 wurde der Spieler in der ersten Runde an insgesamt 17. Position von der Colorado Avalanche ausgewählt.
Am 14. März 2011 unterschrieb Hishon einen Dreijahresvertrag bei der Avalanche und beendete die reguläre Saison 2010/11 mit 87 Punkten in 50 Partien. Der Stürmer wurde im Anschluss an diese Spielzeit in das OHL First All-Star-Team berufen. In den Play-offs dieser Spielzeit erreichte der Kanadier mit seinem Team nach Siegen über die London Knights, Plymouth Whalers, Windsor Spitfires das Finale der Ontario Hockey League. Owen Sound setzte sich dort gegen die Mississauga St. Michael’s Majors in der Best-of-Seven-Serie mit 4:3-Siegen durch und erspielte sich dadurch den J. Ross Robertson Cup sowie eine Teilnahme am Memorial Cup 2011. In diesem Wettbewerb wurde Hishon im letzten Spielabschnitt des ersten Turnierspiels der Attack gegen Kootenay Ice von Brayden McNabb gecheckt und von seinem Ellenbogen am Kopf getroffen. Auf Grund der dadurch erlangten Kopfverletzungen konnte Joey Hishon sowohl das Spiel als auch das Turnier nicht mehr fortsetzen; McNabb erhielt eine Sperre von einem Spiel.
Hishons Rekonvaleszierungsprozess zog sich nahezu zwei Jahre, von Mai 2011 bis März 2013, hin, in denen er kein Spiel absolvierte. Am 19. März 2013 debütierte er schließlich für Colorados Farmteam Lake Erie Monsters in der American Hockey League (AHL). Nach neun AHL-Spielen in der bereits seit Oktober 2012 laufenden Saison 2012/13, in denen ihm sechs Scorerpunkte gelangen, musste Hishon nach einem weiteren Check gegen den Kopf und erneut auftretenden Symptomen die letzten beiden Partien der Spielzeit aussetzen.

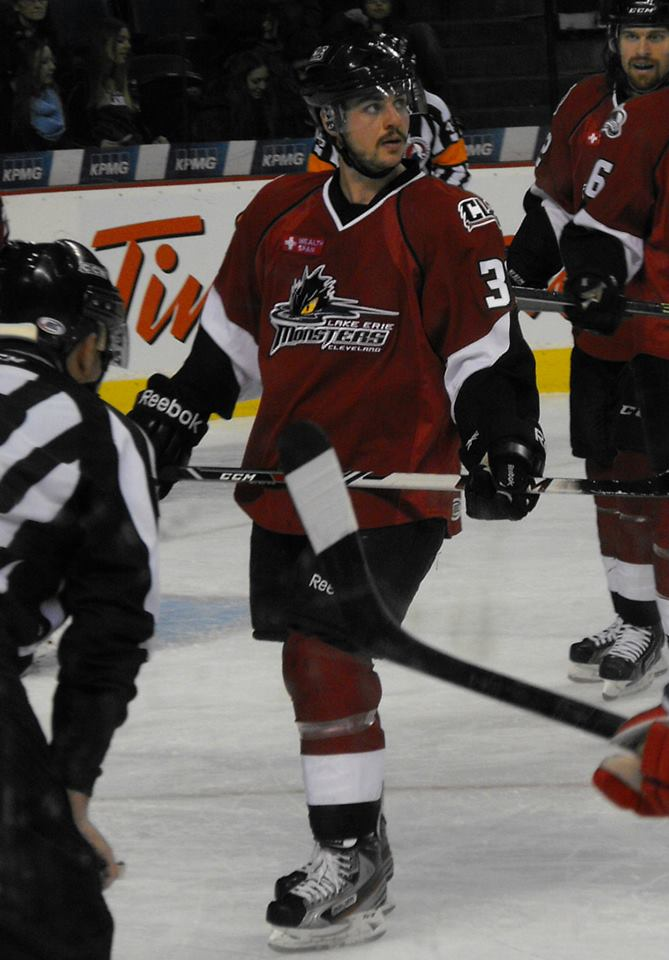
Hishon im Trikot der Lake Erie Monsters (2013).

In der Folgesaison absolvierte der Center 50 Spiele für Lake Erie, zudem kam er erstmals auch für die Avalanche in der National Hockey League (NHL) zum Einsatz. Hishon bestritt in den NHL-Play-offs 2014 drei Spiele für Colorado gegen die Minnesota Wild, dabei erzielte er einen Assist.
Nachdem er in der Saison 2015/16 ausschließlich bei den San Antonio Rampage in der AHL zum Einsatz gekommen war, wechselte Hishon im Mai 2016 zu Jokerit in die Kontinentale Hockey-Liga (KHL).

### International
Sein Debüt in der kanadischen Eishockeynationalmannschaft gab der Stürmer bei der U18-Junioren-Weltmeisterschaft 2009, wo er mit zehn Punkten aus sechs Spielen der erfolgreichste Scorer der Kanadier war. Eine Medaille wurde jedoch verfehlt, das Team belegte am Ende den vierten Platz. Joey Hishon erhielt auch eine Einladung für die U20-Junioren-Weltmeisterschaft 2011, wurde jedoch nicht für das finale Team nominiert.

## Erfolge und Auszeichnungen
- 2010 CHL Top Prospects Game
- 2009 OHL All-Star-Classic
- 2011 OHL First All-Star-Team
- 2011 J.-Ross-Robertson-Cup-Gewinn mit Owen Sound Attack

### International
- 2008 Goldmedaille bei der World U-17 Hockey Challenge

## Karrierestatistik
Stand: Ende der Saison 2015/16

### International
(Legende zur Spielerstatistik: Sp oder GP = absolvierte Spiele; T oder G = erzielte Tore; V oder A = erzielte Assists; Pkt oder Pts = erzielte Scorerpunkte; SM oder PIM = erhaltene Strafminuten; +/− = Plus/Minus-Bilanz; PP = erzielte Überzahltore; SH = erzielte Unterzahltore; GW = erzielte Siegtore; 1 Play-downs/Relegation; Kursiv: Statistik nicht vollständig)